# Wybory parlamentarne na Słowacji w 2006 roku
Wybory parlamentarne na Słowacji w 2006 roku – wybory na Słowacji, które odbyły się 17 czerwca 2006 roku. Wyborcy wybierali 150 posłów do Rady Narodowej – słowackiego parlamentu. Największą liczbę mandatów, 50, zdobyła partia lewicowa Kierunek – Socjalna Demokracja, pod przewodnictwem Roberta Fico. Sześć partii przekroczyło 5% próg wyborczy, wymagany aby uzyskać przynajmniej jedno miejsce w izbie.
Początkowo wybory miały odbyć się 16 września 2006. Jednak 8 lutego rząd zaproponował wcześniejsze wybory po tym, jak Chrześcijański Ruch Demokratyczny opuścił koalicję rządową. Ta propozycja została przyjęta przez parlament 9 lutego, a przez prezydenta 13 lutego. Po raz pierwszy w historii słowaccy obywatele mieszkający poza granicami kraju mogli oddać głosy poprzez swoich przedstawicieli.

## Oficjalne wyniki
| ←Wybory Parlamentarne 2006 na Słowacji → |         |       |            |
| Partia | Głosy   | %     | Deputowani |
| Kierunek – Socjalna Demokracja (SMER – sociálna demokracia) (SMER)                                                                             | 671 185 | 29,14 | 50         |
| Słowacka Unia Chrześcijańska i Demokratyczna – Partia Demokratyczna (Slovenská demokratická a kresťanská únia – Demokratická strana) (SDKÚ-DS) | 422 815 | 18,35 | 31         |
| Słowacka Partia Narodowa (Slovenská národná strana) (SNS)                                                                                      | 270 230 | 11,73 | 20         |
| Partia Węgierskiej Koalicji (węgierski: Magyar Koalíció Pártja, słowacki: Strana maďarskej koalície) (SMK)                                     | 269 111 | 11,68 | 20         |
| Partia Ludowa – Ruch na rzecz Demokratycznej Słowacji (Ľudová strana – Hnutie za demokratické Slovensko) (HZDS-LS)                             | 202 540 | 8,79  | 15         |
| Chrześcijański Ruch Demokratyczny (Kresťanskodemokratické hnutie) (KDH)                                                                        | 191 443 | 8,31  | 14         |
| Słowacka Partia Komunistyczna (Komunistická strana Slovenska) (KSS)                                                                            | 89 418  | 3,88  | –          |
| Wolne Forum (Slobodné fórum) (SF) | 79 963  | 3,47  | –          |
| Sojusz Nowych Obywateli (Aliancia Nového Občana) (ANO)                                                                                         | 32 775  | 1,42  | –          |
| Ruch dla Demokracji (Hnutie za demokraciu) (HZD)                                                                                               | 14 728  | 0,63  | –          |
| Nadzieja (Nádej) | 14 595  | 0,63  | –          |
| Razem (frekwencja 54,67%) |         |       | 150        |

## Formowanie rządu
Biorąc pod uwagę liczbę posłów w słowackim parlamencie, 76 mandatów gwarantuje utworzenie rządu większościowego. Stąd możliwe były następujące kombinacje:
- Smer + HZDS + SNS = 85 miejsc
- Smer + KDH + SMK = 84 miejsc
- Smer + KDH + SNS = 84 miejsc
- SDKU + Smer = 81 miejsc
- SDKU + KDH + SMK + HZDS = 80 miejsc

28 czerwca Robert Fico, lider zwycięskiej partii obwieścił iż koalicja rządowa będzie składać się z jego ugrupowania oraz dwóch innych partii politycznych: Słowackiej Partii Narodowej i Partii Ludowej – Ruchu dla Demokratycznej Słowacji. Zaprotestowała przeciwko temu Partia Europejskich Socjalistów, która skrytykowała sojusz ugrupowania socjaldemokratycznego z nacjonalistycznym. 4 lipca Fico został premierem.